# 6970 Saigusa
6970 Saigusa este un asteroid din centura principală de asteroizi.

## Descriere
6970 Saigusa este un asteroid din centura principală de asteroizi. A fost descoperit pe 10 ianuarie 1992 la Kiyosato de Satoru Ōtomo. El prezintă o orbită caracterizată de o semiaxă mare de 2,35 ua, o excentricitate de 0,06 și o înclinație de 6,7° în raport cu ecliptica.